# 中國香港體育舞蹈總會
中國香港體育舞蹈總會 (英語：DanceSport Association of Hong Kong, China) 是專門管轄香港體育舞蹈事務的組織。該組織的前身為成立於1996年的香港體育舞蹈聯盟。在2011年，香港體育舞蹈聯盟易名為現今的名字。現時，中國香港體育舞蹈總會是國際舞蹈運動總會和亞洲舞蹈運動總會的成員，旗下的主要比賽有香港代表隊選拔賽和校際體育舞蹈錦標賽。

## 資料來源
1. ↑  .   [2014-01-10]. （原始内容存档于2021-01-19）. （页面存档备份，存于）

## 外部連結
- 官方网站 （页面存档备份，存于）